# Aleix Raül
Aleix Raül (Alexius Rhaul, Alexio Raüle, Alexius Raül, Raulem Alexium, Alexios Rallis) fou un militar romà d'Orient que amb el títol de gran domèstic comandà les tropes que l'any 1302 barraren el pas als mercenaris alans de Gírgon que havien desertat. Els alans l'assassinaren disparant-li una fletxa durant un convit.